# Nuoto ai Giochi della XXVIII Olimpiade - 100 metri rana femminili

## Record
Prima di questa competizione, il record del mondo (WR) e il record olimpico (OR) erano i seguenti.
| Record mondiale | 1'06"37 | Leisel Jones Australia   | 21 luglio 2003 Barcellona, Spagna   |
| Record olimpico | 1'07"02 | Penelope Heyns Sudafrica | 21 luglio 1996 Atlanta, Stati Uniti |

Durante l'evento sono stati migliorati i seguenti record:
| Data      | Evento        | Atleta       | Nazione   | Tempo   | Record          |
| --------- | ------------- | ------------ | --------- | ------- | --------------- |
| 15 agosto | 1° semifinale | Leisel Jones | Australia | 1'06"78 | Record olimpico |
| 16 agosto | Finale        | Xuejuan Luo  | Cina      | 1'06"64 | Record olimpico |

## Batterie
Si sono svolte 6 batterie di qualificazione. Le primi 16 atleti si sono qualificate per le semifinali.

### 1ª batteria
1. Katerine Moreno, Bolivia 1:18.25
2. Varduhi Avetisyan, Armenia 1:18.87
3. Shrone Austin, Seychelles 1:19.02
4. Nataliya Filina, Azerbaigian 1:20.21
5. Melissa Ashby, Grenada 1:22.67
6. Pauline Keita, Mali 1:30.40
7. Nayana Shakya, Nepal 1:32.92
8. Pamela Girimbabazi Rugabira, Ruanda 1:50.39

### 2ª batteria
1. Ina Kapishina, Bielorussia 1:10.66
2. Imaday Nunez Gonzalez, Cuba 1:12.14
3. Alia Atkinson, Giamaica 1:12.53
4. Yi Ting Siow, Malaysia 1:13.30
5. Valeria Silva, Perù 1:13.52
6. Adriana Marmolejo, Messico 1:14.35
7. Tsz Wa Yip, Hong Kong 1:14.53
8. Iris Edda Heimisdottir, Islanda 1:15.35

### 3ª batteria
1. Marina Kuc, Serbia e Montenegro 1:11.27
2. Ilkay Dikmen, Turchia 1:11.69
3. Salama Ismail, Egitto 1:12.20
4. Javiera Salcedo, Argentina 1:12.46
5. Jaclyn Pangilinan, Filippine 1:12.47
6. Nicolette Teo, Singapore 1:12.87
7. Ji-Young Lee, Corea del Sud 1:12.93
8. Annabelle Carey, Nuova Zelanda 1:13.21

### 4ª batteria
1. Brooke Hanson, Australia 1:07.35 -Q
2. Sarah Poewe, Germania 1:07.97 -Q
3. Svitlana Bondarenko, Ucraina 1:09.35 -Q
4. Lauren van Oosten, Canada 1:09.93 -Q
5. Mirna Jukić, Austria 1:09.99 -Q
6. Majken Thorup, Danimarca 1:10.97
7. Smiljana Marinović, Croazia 1:11.00
8. Diana Gomes, Portogallo 1:11.40

### 5ª batteria
1. Amanda Beard, Stati Uniti 1:08.04 -Q
2. Xuejuan Luo, Cina 1:09.07 -Q
3. Hui Qi, Cina 1:09.29 -Q
4. Masami Tanaka, Giappone 1:09.44 -Q
5. Chiara Boggiatto, Italia 1:10.33 -Q
6. Maria Östling, Svezia 1:10.45
7. Madelon Baans, Paesi Bassi 1:11.10
8. Aikaterini Sarakatsani, Grecia 1:12.46

### 6ª batteria
1. Leisel Jones, Australia 1:07.69 -Q
2. Tara Kirk, Stati Uniti 1:07.92 -Q
3. Rhiannon Leier, Canada 1:09.38 -Q
4. Ágnes Kovács, Ungheria 1:09.51 -Q
5. Vipa Bernhardt, Germania 1:09.60 -Q
6. Elena Bogomazova, Russia 1:10.24 -Q
7. Eeva Saarinen, Finlandia 1:11.39
8. Emma Robinson, Irlanda 1:11.40

## Semifinali

### 1° Semifinale
1. Leisel Jones, Australia 1:06.78 -Q
2. Sarah Poewe, Germania 1:07.48 -Q
3. Svitlana Bondarenko, Ucraina 1:08.28 -Q
4. Xuejuan Luo, Cina 1:08.57 -Q
5. Masami Tanaka, Giappone 1:09.11
6. Vipa Bernhardt, Germania 1:09.72
7. Mirna Jukic, Austria 1:10.06
8. Chiara Boggiatto, Italia 1:10.84

### 2° Semifinale
1. Tara Kirk, Stati Uniti 1:07.60 -Q
2. Brooke Hanson, Australia 1:07.75 -Q
3. Amanda Beard, Stati Uniti 1:07.92 -Q
4. Hui Qi, Cina 1:09.06 -Q
5. Agnes Kovacs, Ungheria 1:09.12
6. Lauren van Oosten, Canada 1:09.45
7. Rhiannon Leier, Canada 1:09.46
8. Elena Bogomazova, Russia 1:10.41

## Finale
1. Xuejuan Luo, Cina 1:06.64
2. Brooke Hanson, Australia 1:07.15
3. Leisel Jones, Australia 1:07.16
4. Amanda Beard, Stati Uniti 1:07.44
5. Sarah Poewe, Germania 1:07.53
6. Tara Kirk, Stati Uniti 1:07.59
7. Svitlana Bondarenko, Ucraina 1:08.19
8. Hui Qi, Cina Squalificata